# Kårtesjön
Kårtesjön är en sjö i Svenljunga kommun i Västergötland och ingår i Ätrans huvudavrinningsområde. Sjön är 1,5 meter djup, har en yta på 0,324 kvadratkilometer och är belägen 160 meter över havet.

## Delavrinningsområde
Kårtesjön ingår i det delavrinningsområde (637891-133635) som SMHI kallar för Mynnar i Ätran. Medelhöjden är 174 meter över havet och ytan är 50,27 kvadratkilometer. Det finns inga avrinningsområden uppströms utan avrinningsområdet är högsta punkten. Marbäcken som avvattnar avrinningsområdet har biflödesordning 2, vilket innebär att vattnet flödar genom totalt 2 vattendrag innan det når havet efter 118 kilometer. Avrinningsområdet består mestadels av skog (54 procent) och sankmarker (26 procent). Avrinningsområdet har 0,59 kvadratkilometer vattenytor vilket ger det en sjöprocent på 1,2 procent.